# Gaillard Spifame
Pour les autres membres de la famille, voir Famille Spifame.
Gaillard Spifame, mort par suicide le 25 ou le 26 mars 1535, est un officier de finance du règne de François Ier. Il est élu prévôt des marchands de Paris et surtout occupe successivement des offices importants dans le domaine des finances royales. 
Accusé de malversations, il est arrêté et emprisonné en 1532. Il meurt en prison trois ans après. Il a accumulé une fortune considérable, essentiellement composée de biens immobiliers et fonciers, dont héritent ses enfants.

## Famille
La famille Spifame est originaire de la ville de Lucques, en Toscane. Les Spiafame sont mentionnés à Lucques dès 1100. Ils font partie des notables et jouent un rôle dans la République de Lucques jusqu'au XVIe siècle. Au XIVe siècle, Bartolomeo Spiafame, s'installe en France sous le nom de Barthélemy Spifame et y développe des activités de commerce et de banque. Ses descendants se fixent en France. 
Gaillard Spifame est le fils de Jean Spifame, secrétaire du roi, et de Jacquette Ruzé. Gaillard Spifame est l'ainé. Ses frères sont :  
- Jean Spifame, grand vicaire de Paris[2] ;
- le juriste Raoul Spifame[2],[3] ;
- le futur évêque de Nevers Jacques Spifame[3] ;
- Pierre Spifame chevalier de Saint-Jean-de-Jérusalem[Ha 1] ;
- Jacquette Spifame, épouse de Nicolas Le Coq[2].

## Biographie
Dans les actes, Gaillard Spifame est assez régulièrement qualifié de « sage maistre », ce qui laisse supposer qu'il a suivi des études assez poussées.

### Ascension d'un financier
À la fin du règne de Louis XII, Gaillard Spifame est receveur des tailles et aides à Sens, où sa famille est implantée. C'est une charge assez modeste.
Gaillard Spifame est pourvu receveur général de Normandie le 1er juillet 1524. Il effectue notamment des paiements des travaux de construction de la ville du Havre. En mai 1525, il vend la recette générale de Normandie à Jehan Carré et obtient en échange l'Extraordinaire des guerres que détenait Jehan Carré.
Gaillard Spifame est commis trésorier de l'Extraordinaire des guerres le 28 mai 1525. Cette commission est souvent une étape décisive avant d'obtenir une charge plus prestigieuse, à la fois parce qu'elle permet de s'enrichir et parce qu'elle démontre les aptitudes du commis. Dès le 9 juin, il fait lever 40 000 livres tournois, qu'il avance au roi. Il a un commis à Lyon et deux commis principaux en Italie, qui commandent différents clercs. Ses commis suivent l'armée en guerre en transportant des fonds. Le trésorier de l'Extraordinaire des guerres touche un pourcentage, peut-être 2,5 % si l'on en croit les héritiers de Gaillard Spifame, sur les fonds qu'il brasse. 

### Apogée et chute
Gaillard Spifame est pourvu général des finances d'Outre-Seine-et-Yonne vers juillet 1528. Il fait alors partie du réseau de correspondants constitué par Anne de Montmorency, qui fait rassembler des fonds au nom du roi. 
Avant de remettre les fonds, les receveurs peuvent en disposer, à des fins privées, pendant quelques semaines ou quelques mois. Gaillard Spifame est ainsi accusé, en mai 1532, de « recelement des plus valleurs ». Le 20 mai 1532, la décision est prise de l'arrêter. Il semble avoir tenté de fuir Paris. Le président du Parlement le fait arrêter, comme il l'écrit au roi : « j'ay faict faire, sire, telle diligence par l'ung des huissiers de vostred. court de parlement et l'ung des archers de vostre garde que ledit Spifame a esté trouvé led. jour au soir et amené le lendemain environ neuf heures prisonnier ». Il est accusé d'avoir fait des faux. Spifame reste trois ans en prison et y meurt.
Gaillard Spifame meurt le 25 ou le 26 mars 1535. Même si la famille présente sa mort comme un accident, il s'est en fait suicidé. Il est condamné à titre posthume. Sa seconde femme, Jeanne Parent, se voit confisquer son douaire. Les Spifame sont condamnés à verser 692 000 livres tournois, somme considérable. Une négociation, habituelle, permet à la famille de réduire cette somme à 20 000 livres tournois. La famille fait aussi état de divers montants non remboursés et autres manques à gagner, dont le total, sans doute exagéré, atteindrait 180 000 livres tournois. Le frère de Gaillard, Jacques, tuteur des enfants de son frère aîné, joue un rôle important dans cette négociation.

### Un Parisien fortuné

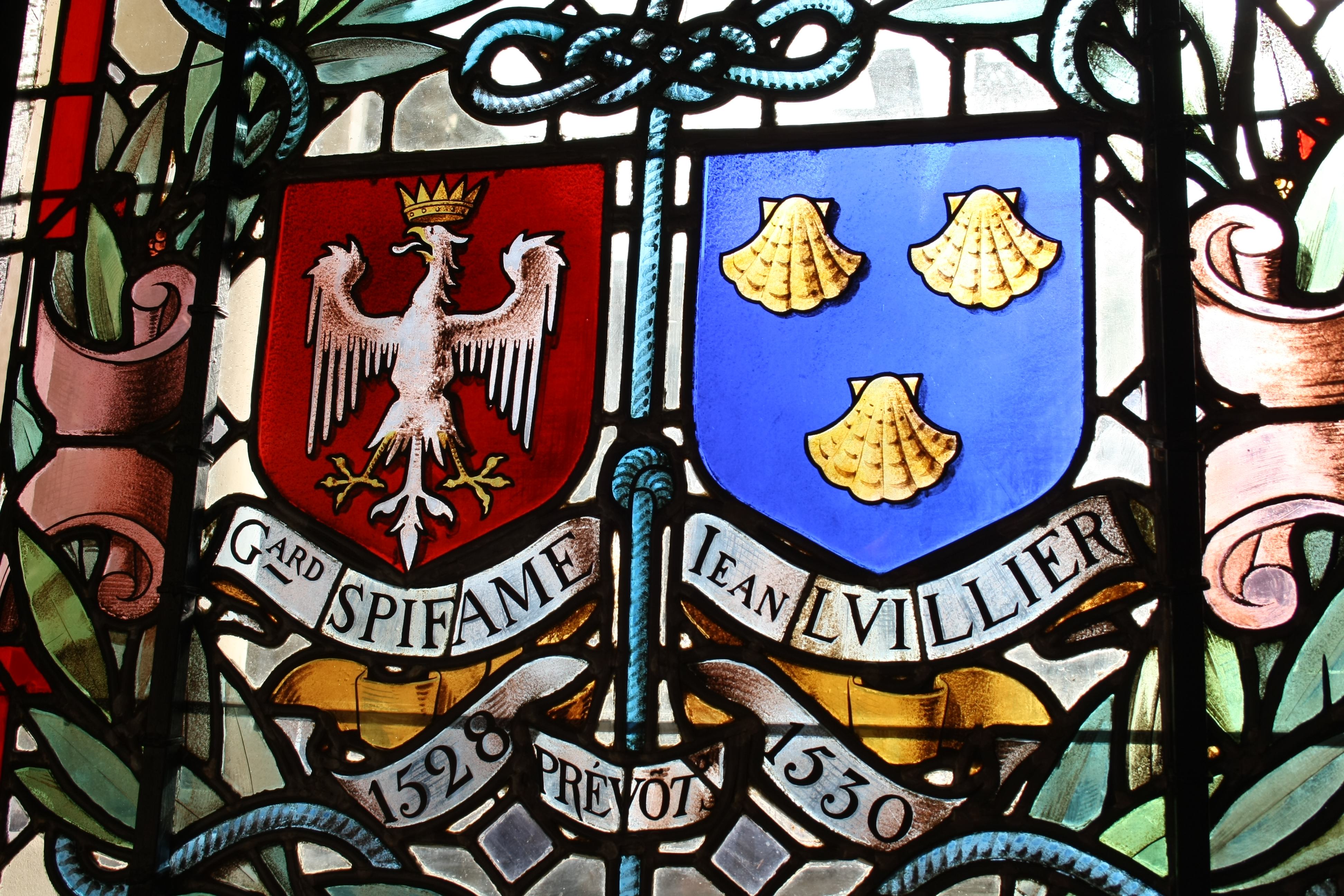
Vitrail de l'Hôtel de ville de Paris. À gauche, armes de Gaillard Spifame

Gaillard Spifame, issu d'une vieille famille parisienne, possède un patrimoine important à Paris, 22 maisons. Il est échevin de Paris en 1521-1523 et élu prévôt des marchands de Paris en 1528-1529. Il est à ce moment bien vu du roi, dont l'influence sur cette élection n'est sans doute pas négligeable. C'est sans doute à cause de ces postes qu'il investit environ 8 000 livres tournois dans les rentes sur l'Hôtel de ville de Paris, d'un rendement médiocre.
Gaillard Spifame est très riche. Il est à la tête d'un patrimoine de 160 000 livres tournois, dont 40 000 livres tournois représentant la valeur de ses offices, 36 000 livres tournois de patrimoine urbain, des biens mobiliers et des créances. Les rentes, d'un capital de 12 000 livres tournois, ne constituent qu'une faible part de sa fortune. Il possède un patrimoine rural de 59 000 livres tournois. Il détient plus de 1 800 arpents de terres, dont plus de 1 000 arpents de terres labourables. Ces terres sont à 90 % des seigneuries. À Bisseaulx, près de Melun, il est propriétaire d'un « hostel noble et seigneurial [...] cloz de grans fossez à eaue, une entrée par pont leviz soub portail en pavillon, avec deux tours de chascune part », ainsi qu'une chapelle et un colombier. Cette maison forte est un capital symbolique important, d'autant plus qu'est entretenue volontairement la confusion entre le nobiliaire et le seigneurial. Gaillard Spifame ne dédaigne pas pour autant les nouveautés architecturales de la Renaissance : à Conflans (dans l'actuelle commune de Charenton-le-Pont), il se fait aménager une villa d'inspiration italienne.
Ses biens immobiliers et fonciers représentent près de 60 % de sa fortune, qui est en partie héritée. Toutefois, comme le soulignent à dessein ses enfants, il faut déduire de ce patrimoine des dettes, pour moins de 10 % de l'actif.
Vers 1534, cette fortune lui assure des revenus annuels de 9 300 livres tournois, mais il reçoit aussi des gages dont les montants dépassent ceux des revenus tirés de son patrimoine.

## Descendance
Gaillard Spifame se marie deux fois, d'abord avec Anne de Marle puis avec Jeanne Parent.
Il a plusieurs enfants, dont :
- Jean Spifame, conseiller au Parlement de Paris,
- Gilles Spifame, évêque de Nevers[Ha 32].